# German Sołowiecki
German Sołowiecki – święty mnich Rosyjskiego Kościoła Prawosławnego. Jeden z trzech – obok św. Zosimy i św. Sawwacjusza – założycieli Monasteru Sołowieckiego. 
Czas jego urodzenia jest nieznany. Pochodził z miasta Totma i nie miał żadnego wykształcenia. W 1428 opuścił rodzinną miejscowość i razem z rybakami udał się na północne wybrzeże Rosji. Razem z mnichem Sawwacjuszem z monasteru wałaamskiego założył pustelnię na jednej z Wysp Sołowieckich. Około 1429 spotkał mnicha Zosimę, który razem z Sawwacjuszem i Germanem zaczął tworzyć monaster w miejscu, gdzie żyli. W 1435 Sawwacjusz zmarł, jednak do Germana i Zosimy zaczęli dołączać nowi posłusznicy, którzy uformowali wspólnotę mniszą.
W 1479 udał się do Nowogrodu w sprawach klasztoru i tam zmarł w monasterze św. Antoniego Rzymianina. Został pochowany we wsi Chawronina; dopiero w 1484 ihumen sołowiecki Izajasz doprowadził do przeniesienia jego relikwii do monasteru, z którym był związany przyszły święty. Obecnie znajdują się one pod prawym ołtarzem cerkwi św. Mikołaja w monasterze, obok relikwii św. Sawwacjusza. W czasach radzieckich relikwie, otwarte w czasie akcji masowego odsłaniania rak, zostały wywiezione z Sołowek, gdzie wróciły w 1992. 